# Syrrhopodon berteroanus
Syrrhopodon berteroanus là một loài rêu trong họ Calymperaceae. Loài này được Brid. Müll. Hal. mô tả khoa học đầu tiên năm 1849.